# Kelsey Cambell
Kelsey Rene Cambell (Anchorage, Alaska, 5 de juny de 1985), és una lluitadora estatunidenca de lluita lliure. Va participar en els Jocs Olímpics de Londres 2012 aconseguint un 17è lloc en la categoria de 55 kg. Dues vegades va competir als Campionats Mundials, aconseguint la 5a posició el 2010. Va obtenir tres medalles als Campionats Panamericans, d'or en 2011 i 2016. Quatre vegades va representar al seu país en la Copa del Món, en 2011, 2012 i 2015 classificant-se en la 4a posició.